# Baucau (stad)
Baucau is de hoofdplaats van het Oost-Timorese district Baucau. Baucau telt 46.500 inwoners (2010).
In de Portugese tijd heette de plaats Vila Salazar, naar de Portugese dictator António de Oliveira Salazar.

## Geboren in Baucau
- Carlos Filipe Ximenes Belo (1948), r.k. bisschop en Nobelprijswinnaar